# Kosovo KS10
KS10 är den 10:e svenska kontingenten i Kosovo; en fredsbevarande enhet som Sverige skickade till Kosovo.
10:e svenska kontingenten Kosovo bestod av en trupp där bataljonsstrukturen reducerades. Samtidigt Nato-anapssades benämningarna på mekskyttekompanierna till att benämnas A-Coy, B-Coy o.s.v. KS10 bestod av strax över 300 män och kvinnor.
Den största delen av personalen var grupperad vid Camp Victoria, i Hajvalia utanför Pristina. Majoriteten av befäl hade Livgardet som hemmaregemente.

## Förbandsdelar
- Kontingentschef: Övlt Hans Selg
- B-Coy - Mekskyttekompani: Kn Lundkvist
- NSE: